# Афиней (военачальник IV века до н. э.)
Афине́й (др.-греч. Άφηναίος) — военачальник IV века до н. э. на службе у диадоха Антигона I Одноглазого. В источниках упомянут лишь у Диодора Сицилийского, в контексте описания похода против набатеев.

## Поход против набатеев
В 312 или 311 году до н. э. заняв Сирию и Финикию Антигон поручил Афинею, который принадлежал к близкому кругу его «друзей», совершить набег против племени набатеев, которые проживали на территории Идумеи и Заиорданья. Существует несколько версий относительно целей похода Афинея. Возможно, Антигон хотел наказать набатеев за их помощь Птолемею, получить контроль над торговыми путями, а также сухопутной дорогой между Египтом и Вавилоном. Также не исключено, что набег носил сугубо грабительский характер против богатого племени набатеев, земли которых находились на пересечении торговых путей.
Для этой цели Афинею было выделено 4 тысячи легковооружённых воинов и шестьсот всадников. Согласно Диодору Сицилийскому, Антигон приказал Афинею увести скот варваров. Афиней знал, что набатеи раз в году собираются на общенациональный праздник, а стариков, женщин, детей и скот оставляют в области Петры. Военачальник, совершив с небольшими остановками трёхдневный марш через пустыню, ограбил безоружное поселение, захватив около 500 талантов серебра, а также большое количество ладана и мирры. С богатой добычей Антигон поспешил отступить, чтобы избежать преследования. Однако, пройдя 200 стадиев (около 36 км), когда войско остановилось на ночёвку, Афиней не позаботился о должной охране лагеря. Этим воспользовались набатеи, которые в количестве восьми тысяч напали на спящий лагерь. Из всего войска Афинея уцелело всего 50 всадников. Находился ли Афиней среди убитых, либо среди уцелевших всадников неизвестно. Больше в источниках он нигде не упоминается.
Согласно оценкам Диодора, «Афиней, после того как сначала добился успеха, затем из-за своей собственной глупости потерпел неудачу; ибо беспечность и равнодушие, вообще, обычно следуют за успехом».
После уничтожения вражеского войска набатеи отправили посольство к Антигону. Правитель перенёс всю ответственность на Афинея, заявив, что не давал своему военачальнику указаний нападать на набатеев, а это была его личная инициатива.